# كين إليس (لاعب كرة قدم)
كين إليس (بالإنجليزية: Ken Ellis)‏ (22 يناير 1928 في المملكة المتحدة - 1 يناير 2003) هو مدرب كرة قدم ولاعب كرة قدم بريطاني في مركز جناح ‏. لعب مع نادي ريكسهام ونادي تشستر سيتي وFlint Town United F.C. ‏.